# Panjange mirabilis
Panjange mirabilis is een spinnensoort uit de familie trilspinnen (Pholcidae). De soort komt voor in Queensland. 